# پیچینیسکو
پیچینیسکو (به ایتالیایی: Picinisco) یک کومونه در ایتالیا است که در استان فروزینونه واقع شده‌است. پیچینیسکو ۶۲٫۲ کیلومتر مربع مساحت و ۱٬۲۵۰ نفر جمعیت دارد و ۷۲۵ متر بالاتر از سطح دریا واقع شده‌است.